# サウスジョージア・サウスサンドウィッチ諸島

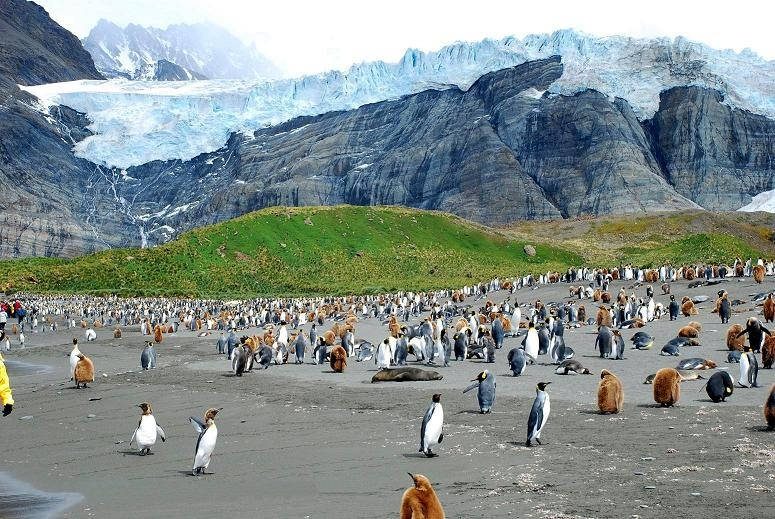
サウスジョージア

サウスジョージア・サウスサンドウィッチ諸島
South Georgia and the South Sandwich Islands

サウスジョージア・サウスサンドウィッチ諸島（サウスジョージア・サウスサンドウィッチしょとう、South Georgia and the South Sandwich Islands; SGSSI）は、南大西洋にあるイギリスの海外領土。サウスジョージア島とサウスサンドウィッチ諸島からなり、フォークランド諸島の約1,000km東（南緯54度30分、西経37度）にある。19-20世紀前半、鯨油採取の基地であった。現在は観光や生態系・環境の研究が行われている。
全面積は約3,903km2で、約4,017km2の滋賀県と同程度である。1966年以降、研究者等を除けばこの領域に定住者はいない。

## 歴史

### サウスジョージア島
1675年、アンソニー・デ・ラ・ロッシュによって最初に発見された。1775年、ジェームズ・クックによって再発見され、イギリスが領有を宣言した。島名はジョージ3世を記念してつけられた。
フォークランド戦争の際には一時アルゼンチン軍に占領されたが、3週間後の1982年4月25日にイギリス軍によって奪還される。

### サウスサンドウィッチ諸島
1775年、ジェームズ・クックによって南の8島が発見された。諸島名は第4代サンドウィッチ伯爵ジョン・モンタギューの名にちなみ名付けられた。
地震(2021年サウスサンドウィッチ諸島地震)や火山活動などがたびたび確認される。

## 政治
行政権は国王であるチャールズ3世に属し、行政長官（総督）はこれを代理する。

## 地理

### 主要な島

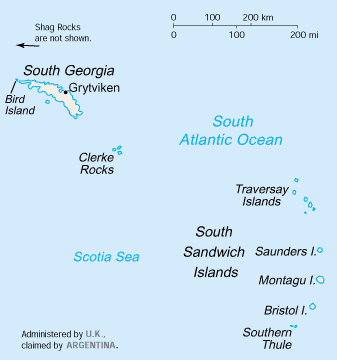
サウスジョージア・サウスサンドウィッチ諸島

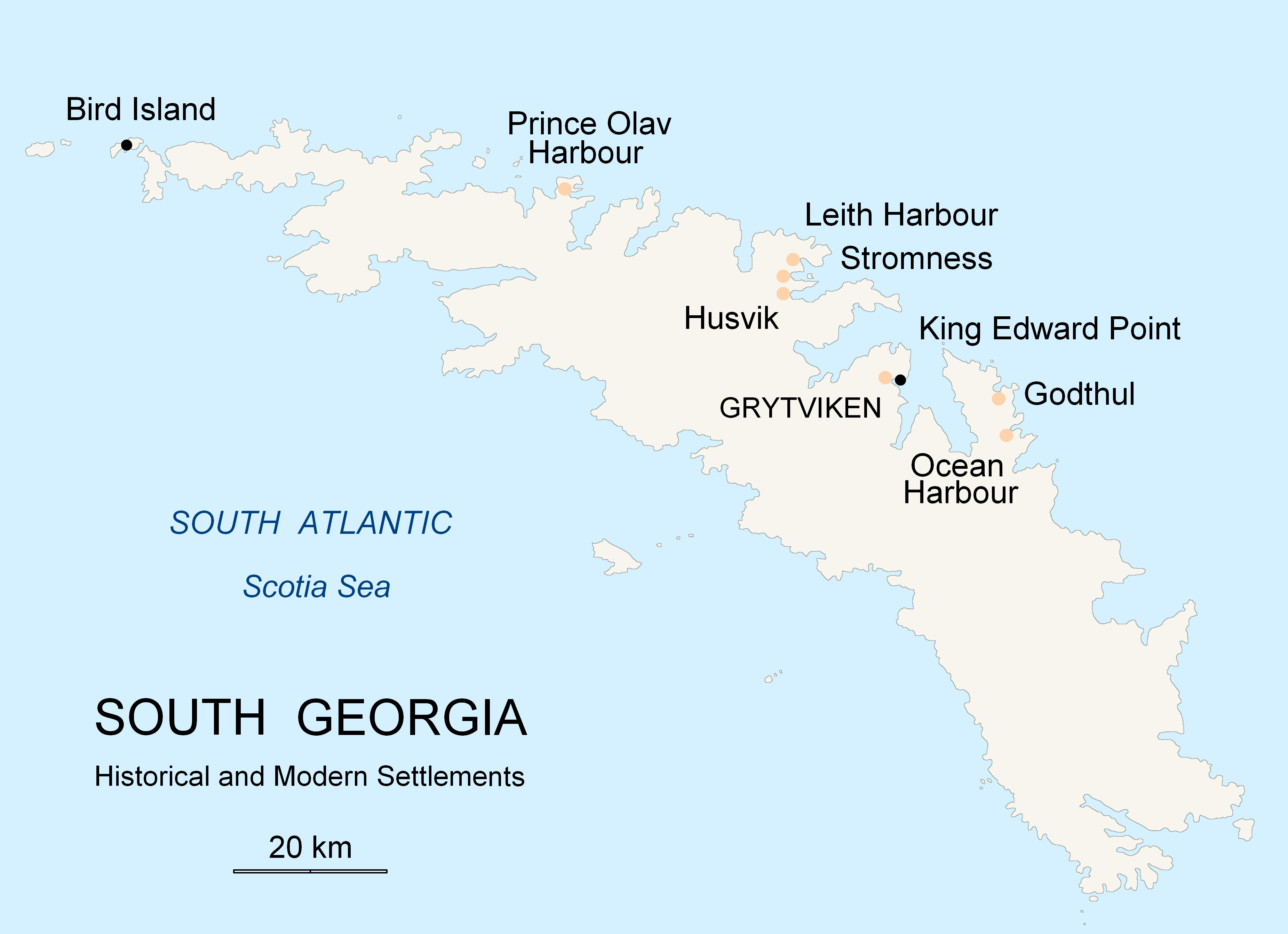
サウスジョージアの地名

#### サウスジョージア

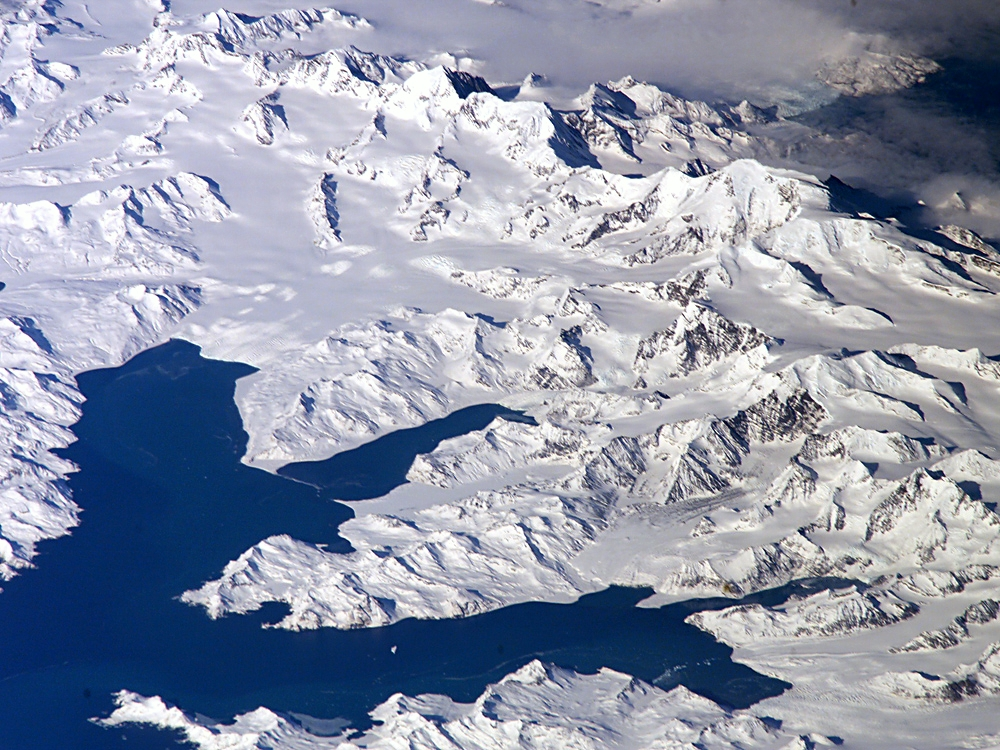
カンバーランド湾

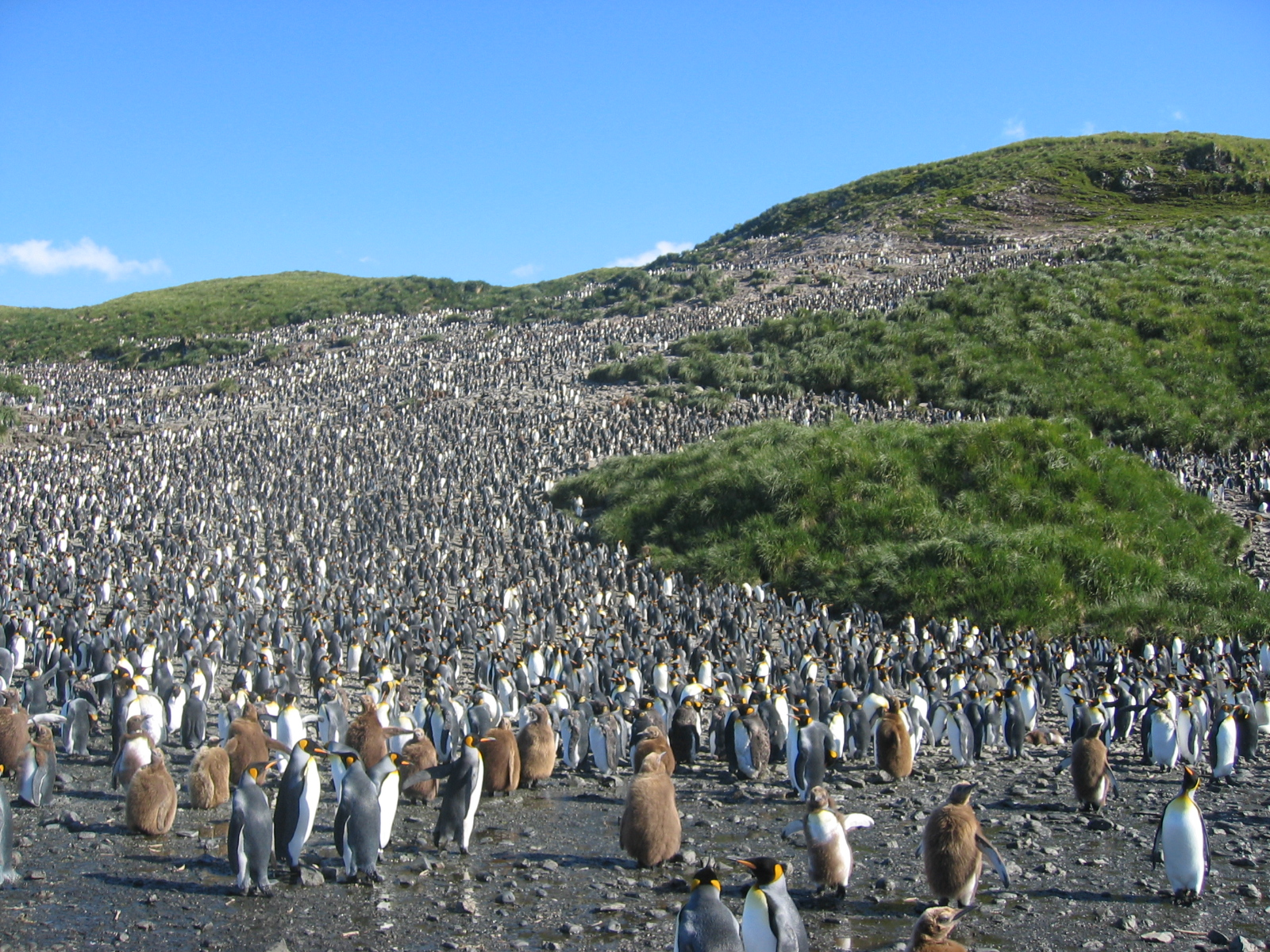
サウスジョージア島のソールズベリー平野にあるキングペンギンの繁殖地 12万羽の親と6万羽のヒナ（茶色）が冬越しする

- サウスジョージア島（ペピス島）
- バード島
- アンネコフ島
- クーパー島
- トリニティ島
- ウェルカム諸島
- ウィリス諸島
- ピックエレギル諸島
- シャグ岩礁
- ブラック岩礁
- クラーク岩礁

#### サウスサンドウィッチ諸島
北から
- トラバーシー諸島
  - ザボドフスキー島、25km2
  - レスコフ島、0.3km2
  - ビソコイ島、35km2
- キャンドルマス諸島
  - キャンドルマス島、14km2
  - ビンディケーション島、5km2
- サンダース島、40km2
- モンタギュー島、110km2
- ブリストル島、46km2
- 南トゥーレ
  - ベリングスハウゼン島、1km2
  - クック島、20km2
  - テューレ島（マレル島）、14km2

※サンダース島、モンタギュー島、ブリストル島はどの準諸島にも属さない。

### 主要な都市

#### サウスジョージア
- グリトビケン - 島内最大の停泊地。領域の中心地でもある。人口20人。
- リースハーバー

### 主要な港

#### サウスジョージア
- プリンスオーラブ港
- リース港（1909年-1965年）
- ストロムネス
- フスビク（1930年-1940年）
- グリトビケン（1904年-1965年）
- ゴドスル（1908年-1929年）
- オーシャン港（1909年-1920年）

### 地形

#### サウスジョージア
- パジェット山 - 標高2934m
- ロイヤル湾
- カンバーランド東湾
- クイーン・モード湾 - 南端のV字型の湾
- ソールズベリー平野

#### サウスサンドウィッチ諸島
- プロテクターショアル海底火山
- ベリンダ山 - 諸島内最高点。標高1370m。
- ネルソン海峡
- ダグラス海峡

## 経済

### サウスジョージア
1904年、最初の鯨油の採取場所が建設され、1965年まで使用された。現在までに7つの鯨油の採取場所が造られた。
主な収入源は、イギリスで発行される郵便切手と漁業である。

### サウスサンドウィッチ諸島
主な収入源は、イギリスで発行される郵便切手、漁業。

## その他
- 公用語 - 英語
- 民族 - イギリス人
- 6月14日 - 解放の日
- R.K. Headland, The Island of South Georgia, Cambridge University Press, 1984
- アルゼンチンがティエラ・デル・フエゴ、アンタルティダ・エ・イスラス・デル・アトランティコ・スール州の一部として領有権を主張している。